# Новий Одровонжек
Новий Одровонжек (пол. Nowy Odrowążek) — село в Польщі, у гміні Бліжин Скаржиського повіту Свентокшиського воєводства.
Населення — 258 осіб (2011).
У 1975-1998 роках село належало до Келецького воєводства.

## Демографія
Демографічна структура на день 31 березня 2011 року:
|          | Загалом | Допрацездатний вік | Працездатний вік | Постпрацездатний вік |
| -------- | ------- | ------------------ | ---------------- | -------------------- |
| Чоловіки | 126     | 21                 | 95               | 10                   |
| Жінки    | 132     | 26                 | 76               | 30                   |
| Разом    | 258     | 47                 | 171              | 40                   |